# Shell Lake
Shell Lake é uma cidade localizada no estado norte-americano de Wisconsin, no Condado de Washburn.

## Demografia
Segundo o censo norte-americano de 2000, a sua população era de 1309 habitantes.
Em 2006, foi estimada uma população de 1315, um aumento de 6 (0.5%).

## Geografia
De acordo com o United States Census Bureau tem uma área de
26,4 km², dos quais 16,0 km² cobertos por terra e 10,4 km² cobertos por água.

## Localidades na vizinhança
O diagrama seguinte representa as localidades num raio de 32 km ao redor de Shell Lake.